# Vigasio
Vigasio (velenceiül Vigasi) település Olaszországban, Veneto régióban, Verona megyében. Lakosainak száma 10 229 fő (2023. január 1.). Vigasio Buttapietra, Castel d'Azzano, Isola della Scala, Nogarole Rocca, Povegliano Veronese, Trevenzuolo és Villafranca di Verona községekkel határos.

## Népesség
A település népességének változása:
| Lakosok száma | 9976 | 10 134 | 10 229 |
|               | 2017 | 2018   | 2023   |